# みなくる刈谷
みなくる刈谷（みなくるかりや）は、愛知県刈谷市若松町二丁目101番地にあるショッピングセンター。中核店舗はバロー刈谷店。JR東海道本線・名鉄三河線刈谷駅とはペデストリアンデッキ「みなくる刈谷ウイングデッキ」で直結している。

## 沿革

### 年表
- 2008年（平成20年）12月11日 - オープン。

### 開店までの経緯
かつてこの場所には日本陶管刈谷工場があったが、1982年（昭和57年）に閉鎖された。1983年（昭和58年）には刈谷市が工場跡地を取得したものの、なかなか跡地の活用方法が決定せず、長らく刈谷駅南口運動広場として開放されていた。ようやく跡地の活用方法が決定すると、公募によって愛称が選定され、「みんなが来る」「ミラクル」から「みなくる刈谷」と命名された。2008年（平成20年）12月11日にみなくる刈谷がオープン。2009年（平成21年）にはマンションのパークホームズ刈谷サザンゲートが竣工、2010年（平成22年）3月31日には刈谷市総合文化センター「アイリス」もオープンし、刈谷駅南地区第一種市街地再開発事業が完了した。

## テナント
1階
- バロー刈谷店（スーパーマーケット）
- とーたる（リサイクルショップ）
- 薬マツモトキヨシみなくる刈谷店（ドラッグストア）
- マックハウスバロー刈谷店（アパレル産業）
- スガキヤ刈谷バロー店（ファーストフード）
- サイゼリヤバロー刈谷駅前店（ファミリーレストラン）
- セリアみなくる刈谷店（100円ショップ）

2階
- 刈谷ステーション歯科（歯科）
- TAiSEiKANバロー刈谷店（整体・リラクゼーション）
- 爽やか（エステティックサロン）
- 本の王国刈谷店（書店）
- JTB総合提携店アトコ刈谷（旅行代理店）
- アクトス刈谷（フィットネスクラブ）
- 名古屋花壇バロー刈谷店（花屋）
- おおたけクリーニング（クリーニング）
- 岡三証券刈谷支店（証券）
- LaVioletta（美容院）
- ライフサロンみなくる刈谷店（保険代理店）

## アクセス
- JR東海道本線・名鉄三河線 刈谷駅南口から徒歩で約1分。